# Juliano Cazarré
Juliano Augusto Cunha Cazarré (ur. 24 września 1980 w Pelotas) – brazylijski aktor telewizyjny, teatralny i filmowy, także scenarzysta i pisarz.

## Życiorys

### Wczesne lata
Urodził się w Pelotas w Rio Grande do Sul jako syn Lawrence’a Cazarré, pisarza dla młodzieży i dziennikarza, laureata literackiej nagrody Jabuti 1998. Wkrótce po jego urodzeniu rodzina przeniosła się do Brasílii. Studiował na wydziale sztuk teatralnych na Universidade de Brasília (UnB). Wstąpił potem do zespołu teatru kierowanego przez Hugo Rodasa. Wziął udział w targach kulturalnych w szkole Leonarda da Vinci. W 2007 przeniósł się do São Paulo. 

### Kariera
Miał swoją premierę w serialu Rede Globo Antônia (2007), a potem we wrześniu 2008 wystąpił w serialu HBO Brasil Alice. Za rolę Felipe w dramacie Imię (Nome Próprio, 2007) jako Felipe został nominowany w kategorii najlepszy aktor na Festival de Gramado. W 2008 roku wziął udział w teledysku rapera Marcelo D2 do piosenki „Desabafo”. Rola Adauto w telenoweli Avenida Brasil (W niewoli przeszłości, 2012) przyniosła mu dwie nagrody - Prêmio Quem de Televisão oraz Melhores do Ano. W telenoweli Rede Globo Amor à Vida (Miłość do życia)  u boku Malvino Salvadora zagrał złoczyńcę Joaquima Roveri, a w telenoweli Rede Globo Reguły gry  (A Regra do Jogo, 2015) wystąpił jako muzyk funku MC Merlô.
W 2012 wydał tomik poezji Pelas Janelas.

## Życie prywatne
Na Universidade de Brasília poznał biolożkę Letícią Bastos, z którą od 2009 się związał i poślubił pod koniec 2011. Mają trzech synów – Vicente (ur. 2010), Ignácio (ur. 2012) i Gaspara (ur. 2019) oraz córkę – Marię Madalenę (ur. 2021). W marcu 2015 odnowili ślub w Las Vegas. 
W 2019 na podstawie swojej interpretacji Jezusa Chrystusa w Męce Chrystusa z Nowej Jerozolimy w Brejo da Madre de Deus, w stanie Pernambuco, Cazarré nawrócił się na katolicyzm ze spirytyzmu, a w swoich sieciach społecznościowych zamieścił refleksje i swoje doświadczenia ze swojego katolickiego wiara.
29 września 2020 Juliano i Letícia wzięli ślub rzymskokatolicki, dwoje ich dzieci zostało ochrzczonych (Vicente i Inácio), a Letícia, Vicente i Inácio przystąpili do pierwszej komunii świętej.

## Wybrana filmografia

### Filmy
- 2002: Suicídio Cidadão (Samobójstwo obywatela, film krótkometrażowy)
- 2003: Momento trágico (Tragiczna chwila, film krótkometrażowy)
- 2005: A Concepção (Projekt) jako Alex
- 2007: Nome Próprio (Imię) jako Felipe
- 2007: O Magnata (Potentat) jako Cabeça
- 2007: Elitarni (Tropa de Elite) jako żołnierz Tatu
- 2007: Meu Mundo em Perigo (Mój świat w niebezpieczeństwie) jako asystent
- 2008: A Festa da Menina Morta jako Tadeu
- 2009: Czas strachu (Salve Geral) jako Zé
- 2010: Véi jako Chicleteiro
- 2011: 360. Połączeni (360) jako Rui
- 2011: Assalto ao Banco Central (Atak na Bank Centralny) jako Décio
- 2011: Bruna Surfistinha jako Gustavo
- 2011: Vips jako Baña
- 2011: Febre do Rato
- 2012: Augustas - O Filme
- 2013: Serra Pelada jako Juliano
- 2013: O Lobo Atrás da Porta jako Delegado
- 2014: Obra Prima
- 2015: Neonowy byk (Boi Neon) jako kowboj Iremar

### Seriale TV
- 2007: Antônia jako Bandyta
- 2008: Alice jako Téo (Teobaldo)
- 2009: Som & Fúria (Dźwięk i furia) jako Cléber
- 2009-2011: Força-Tarefa jako Cabo Irineu
- 2010: As Cariocas jako Paulão
- 2011: Tapas & Beijos jako Tatuador
- 2011: Insensato Coração (Głupie serce) jako Ismael Cunha
- 2012: Avenida Brasil (W niewoli przeszłości) jako Adauto
- 2013: Amor à Vida (Miłość do życia) jako Joaquim Roveri (złoczyńca)
- 2015: A Regra do Jogo (Reguły gry) jako Mário Sérgio (Mc Merlô)